# Raidió Teilifís Éireann
Raidió Teilifís Éireann (RTÉ) (ирландское произношение: [ˈɾˠadʲoː ˈtʲɛlʲəfʲiːʃ ˈeːɾʲən̪ˠ] (слушать)о файле; англ. Radio [and] Television of Ireland, Радио и телевидение Ирландии), до 2009 года Radio Telefís Éireann — ирландская вещательная организация в форме статутной корпорации. Радиовещание началось 1 января 1926 года, телевизионное — 31 декабря 1961 года.
RTÉ является одной из старейших действующих вещательных организаций мира; она выпускает еженедельники и журнал RTÉ Guide.  Во главе её стоит совет, назначаемый правительством Ирландии; основное управление сосредоточено в руках Исполнительного совета, во главе которого стоит генеральный директор. Регулирование осуществляется Управлением по вопросам вещания. Финансирование осуществляется за счёт лицензионных сборов и рекламы: некоторые службы RTÉ существуют только за счёт рекламы, другие — только за счёт лицензионных сборов.
Radio Éireann, предшественник RTÉ, на момент образования входило в Министерство почт и телеграфов Ирландии, а также было одной из 23 организаций-основательниц Европейского вещательного союза.

## История

### Образование и наименование. Ирландское радио (1926—1960)

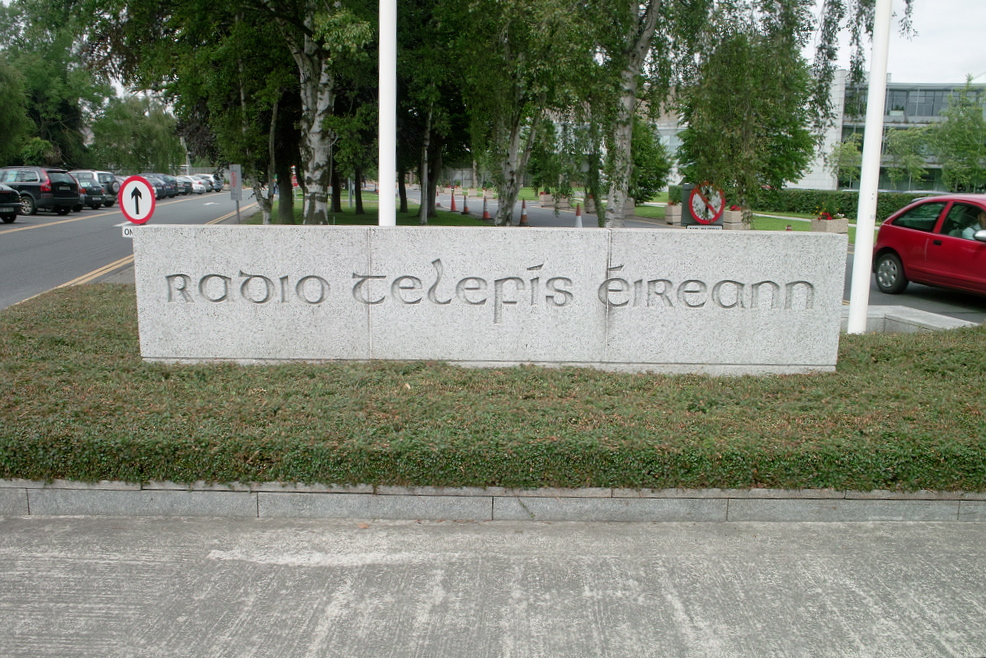
Знак RTÉ у входа в головной офис в Доннибруке

RTÉ является одной из самых старейших вещательных корпораций мира (Би-би-си до 1927 года не была общественным вещателем). Впервые начала передавать радиотрансляции 1 января 1926 года после запуска радиостанции 2RN при Ирландской почте, позже заменённой радиостанцией RTÉ Radio 1. Ирландское радио было одной из 26 организаций, основавших в 1950 году Европейский вещательный союз.

### Radio Éireann (1960—1966)
В 1960 г. было создано Ирландское радио (Radio Éireann), аналогичное название получил единственный ирландский радиоканал. 31 декабря 1961 года Ирландское радио запустило первый телеканал — «Ирландское телевидение» (Telefís Éireann).

### RTÉ (c 1966 года)
В 1966 Ирландское радио было переименовано в Ирландское радио телевидение (Raidió Teilifís Éireann, RTÉ), «Ирландское телевидение» было переименовано в «Телевидение RTÉ» (RTÉ Telefís), «Ирландское радио» в «Радио RTÉ» (RTÉ Radio). В 1972 г. RTÉ запустило второй радиоканал, канал «Радио RTÉ» стал называться «RTÉ Радио 1» (RTÉ Radio 1). 2 ноября 1978 г. RTÉ запустило второй телеканал — «RTÉ 2», «Телевидение RTÉ» стало называться «RTÉ 1».
В июне 2006 года председателем стал Том Сэвидж.
1 февраля 2011 года приступил к своим обязанностям генерального директора Ноэль Карран.
24 октября 2012 прекратили вещание аналоговые версии телеканалов RTÉ. 16 декабря 2013 года была запущена версия телеканала RTÉ One в стандарте разложения 1080i.

## Телеканалы и радиостанции

### Общенациональные телеканалы общей тематики
- RTÉ One — информационно-развлекательный телеканал
- RTÉ2 — развлекательный телеканал

Доступны во всех районах Ирландии через эфирное (цифровое (DVB-T) на МВ, ранее — аналоговое (PAL) на ДМВ и МВ), кабельное, спутниковое телевидение и IPTV на 1-м и 2-м телеканале.

### Общенациональные радиостанции общей тематики
- RTÉ Radio 1 — общая
- RTÉ 2fm — музыка
- RTÉ Lyric FM — культура
- RTÉ Raidió na Gaeltachta — ирландско-язычная информационно-развлекательная радиостанция

Доступны во всех районах Ирландии через эфирное радиовещание (цифровое (DAB) на МВ, аналоговое на УКВ (УКВ CCIR), RTÉ Radio 1 и RTÉ 2fm также на СВ) и интернет.

### Тематические общенациональные радиостанции
- RTÉ Pulse
- RTÉ 2XM
- RTÉ Junior
- RTÉ Gold
- RTÉ Radio 1 Extra — ретранслирует программы международных радиостанций

Доступны во всех районах Ирландии через эфирное радиовещание (цифровое на МВ, RTÉ Radio 1 Extra также через аналоговое на ДВ) и Интернет.

### RTÉ в интернете
RTÉ имеет свой сайт RTÉ.ie на английском языке.

### Издания
Выпускает собственный еженедельный журнал под названием «RTÉ Guide», ориентированный как на телезрителей, так и на радиослушателей

## Управление и финансирование

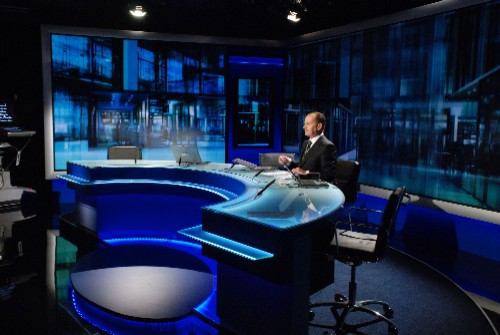
Аппаратно-студийный блок информационных программ РТЕ в 2009 году

### Управление
Является статутной корпорацией (Statutory corporation). Высший орган RTÉ — Совет директоров (RTÉ Board), назначаемый министром печати, высшее должностное лицо RTÉ — Генеральный директор RTÉ (Director-General of RTÉ). RTÉ является членом Европейского вещательного союза и акционером Euronews. RTÉ занимается не только телерадиовещанием, но и производством программ и организацией прямых трансляций на радио, телевидении и в Интернете.

### Финансирование
Финансирование организации осуществляется преимущественно за счёт целевого налога собираемого со всех владельцев телевизоров: некоторые службы RTÉ финансируются только благодаря доходам от рекламы, другие — только на средства от налогообложения.